# Великонімецький шлях об'єднання Німеччини
Великоніме́цький шлях об'є́днання Німе́ччини (нім. Großdeutsche Lösung) — запропонований шлях та модель об'єднання німецьких народів у єдину німецьку національну державу очолену Австрійською імперією, який обговорювався на Франкфуртських національних зборах у 1848 році. На противагу великонімецькому шляху об'єднання, малонімецький шлях передбачав об'єднання членів Німецького союзу за винятком Австрії під прусською гегемонією.

Мапа Центральної Європи 1820 р. Королівство Пруссія (блакитний), Австрійська імперія (жовтий), незалежні німецькі землі (сірий). Червона лінія показує кордон Німецької конфедерації. Поза лінією — землі з не-німецьким населенням, підвладні Пруссії та Австрії.

У XX столітті ідея Великонімецького шляху була відновлена націонал-лібералами та демократами як гасло в боротьбі проти Версальського та Сен-Жерменського мирних договорів. На меті було проголошення створення імперії, до якої увійдуть всі німецькомовні регіони, навіть всупереч спротиву з-за кордону. Націонал-соціалісти прагнули, в такий спосіб, імперіалістичного розв'язку німецького питання: за нацистського режиму в Європі мала бути створена «Великонімецька імперія» (нім. Großgermanisches Reich) для панування на континенті з послідовною германізацією не-німецьких слов'янських народів.

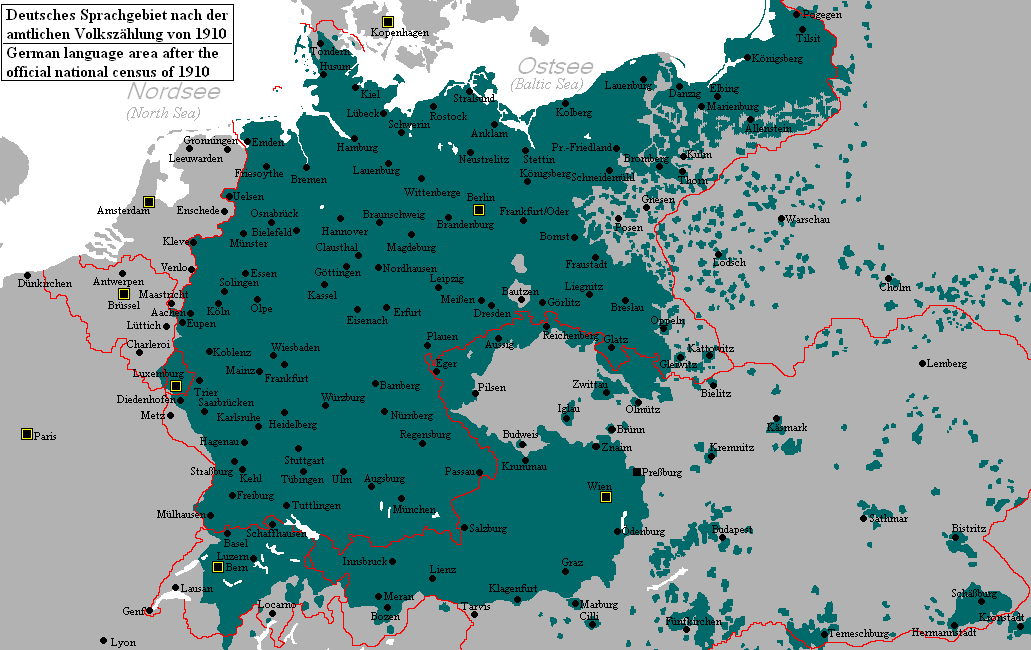
Територія поширення німецької мови в 1910 році

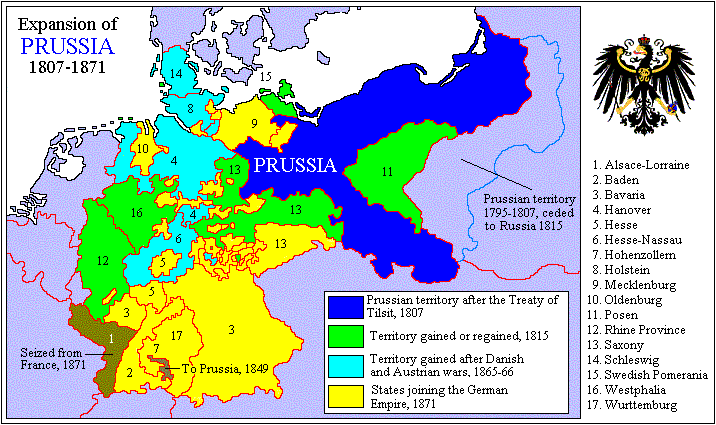
Розширення Пруссії до Німецької імперії з 1807 року (темно-синій): території, прилучені в 1815 році на Віденському конгресі (зелений); території, долучені після австро-прусської війни в 1866 р. (блакитний). Території, на які збільшилась Німецька імперія після франко-прусської війни в 1871 р. (жовтий)

## Опис моделі
На думку прихильників «великонімецького шляху» країни-учасниці німецького союзу повинні були об'єднатися під керівництвом імператора Австрійської імперії. Великонімецького шляху був протиставлений Малонімецький шлях об'єднання Німеччини — об'єднання німецьких земель під егідою Пруссії без включення в нову державу німецькомовних територій Австрійської імперії.

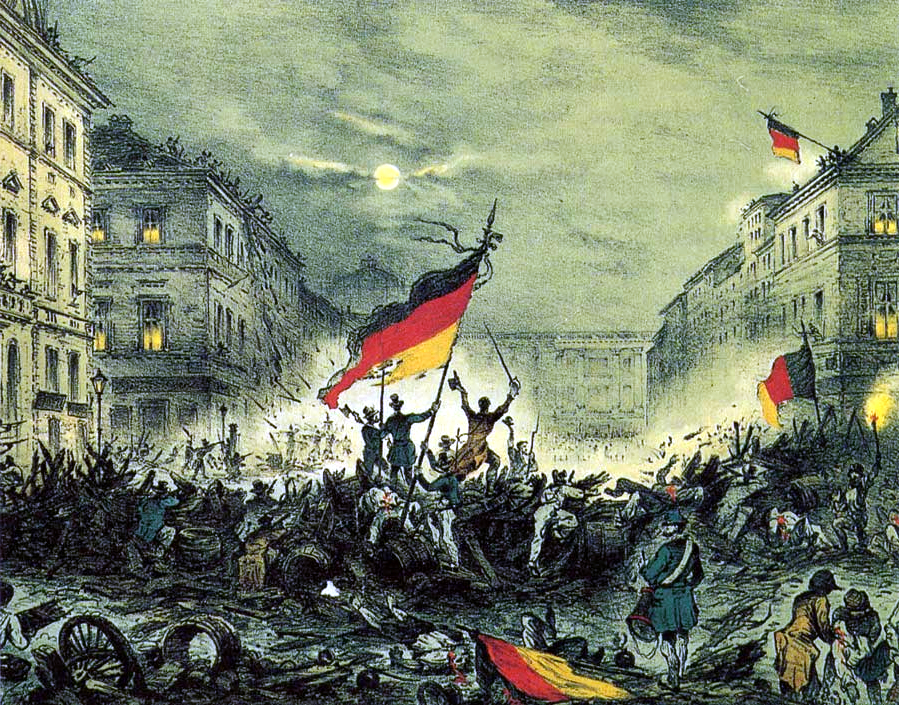
Святкування революціонерами перемоги у вуличних боях у Берліні 18 березня 1848

Основною проблемою великонімецького сценарію з точки зору німецьких націоналістів того часу була мультинаціональне населення Австрійської імперії: більше половини його складали слов'яни, крім того, не менше 10 відсотків становили угорці, також значну частину становили румуни, італійці та інші національності. Таким чином держава, що утворилася в разі реалізації цього сценарію в той час, не була б з національної точки зору переважно німецькою.
В обох варіантах в XIX століття на думку їх німецьких прихильників об'єднання Німеччини могло бути досягнуто імовірно австро-прусською війною 1866 року, яка на думку прихильників великонімецького шляху повинна була закінчитися виділенням Угорщини та інших ненімецьких областей Австрійської імперії в окремі держави, а на думку прихильників малонімецького шляху — виключенням Австрійської імперії загалом зі спільноти німецьких держав.
Після об'єднання Німеччини в 1871, що сталося за «малонімецьким» сценарієм, німецькомовні землі Австрійської імперії (з 1867 року — Австро-Угорщина) залишилися поза новоствореною Німецькою імперією. Проте елементи «великонімецького шляху» використовувалися прихильниками такого політичного руху, як пангерманізм.
Практично взаємини двох імперій мали прояв у військово-політичному союзі між ними, як самостійними державами.
В Першій світовій війні Німеччина й Австро-Угорщина зазнали поразки, наслідком якого став розпад Австро-Угорщини та перетворення її німецькомовних земель в незалежну державу — Австрійську республіку. В умовах післявоєнної кризи нова держава демонструвала слабку життєздатність, що знову повернуло до життя ідею приєднання (по-німецьки аншлюс) його земель до Німеччини. Однак Сен-Жерменський договір, підписаний державами-переможницями з Австрією, прямо забороняв таке об'єднання.
Після анексії Австрії в березні 1938 Гітлера назвали «вирішувачем німецького питання». В 1943 Німеччина офіційно називалася Великонімецькою імперією (нім. Großdeutsches Reich).
В ході Другої світової війни країни антигітлерівської коаліції взяли курс на відновлення незалежної Австрії. Так, укладена ними Московська декларація 1943 визнала приєднання Австрії до Німецького Рейху у березні 1938 року (так званий «аншлюс») недійсним і надала Австрії право на утворення незалежної держави. У прийнятому спільному комюніке в розділі про Австрію говорилося про бажання всіх урядів «бачити відновленою вільну і незалежну Австрію», що й було здійснено після закінчення війни. Австрійським державним договором від 15 травня 1955 року практичне здійснення великонімецького шляху було остаточно припинено.
Великонімецький проект, скомпрометований роками перебування Австрії в складі гітлерівського рейху, після Другої світової війни підтримувався лишень в Німеччині — Націонал-демократичною партією Німеччини, в Австрії — частиною Австрійської партії свободи. Зараз в умовах процесу євроінтеграції, учасниками якого є і Німеччина, і Австрія, цей проект остаточно став історично неактуальним.